# 小行星1137
小行星1137（1137 Raissa）是一颗围绕太阳公转的小行星。1929年10月27日，格利果利·N·諾伊明在克里米亚发现了此天体。
該小行星以普爾科沃天文台的前科學合作者拉伊莎·伊茲拉列夫娜·馬塞娃（Raïssa Izrailevna Maseeva）命名。
这颗小行星的绝对星等为277.6784761570265等。